# Benedict Pettschacher
Benedict Pettschacher OSB, auch Benedictus Pettschacher und in weiteren Abwandlungen hiervon geschrieben (* 1634 in Tamsweg; † 25. März 1701 in St. Lambrecht), war ein österreichischer Benediktiner, Hochschullehrer und von 1673 bis 1681 Rektor der Universität Salzburg.

## Leben
Benedict Pettschacher wurde im Jahre 1634 in Tamsweg geboren und legte seine Profess am 8. August 1654 in der Abtei St. Lambrecht ab. Pettschacher studierte an der Universität Graz und lehrte Philosophie in der Abtei Admont. 1666 wurde er Doktor und Professor der Theologie bzw. Dogmatik an der Universität Salzburg und trat dort von 1673 bis 1681 als Rektor in Erscheinung. Nach dem Ende seiner Laufbahn als Rektor der Benediktineruniversität war er Beichtvater und Vertrauter des Fürstabtes von Kempten. Dabei dürfte es sich um Honorius Roth von Schreckenstein oder eventuell auch bereits um dessen Nachfolger Rupert von Neuenstein gehandelt haben. Zeitlebens veröffentlichte Pettschacher diverse Schriften und Bücher. Hierbei zu erwähnen sind unter anderem Theses theologicae de beatitudine et actibus humanis (1670), Theses theologicae de peccato habituali, gratia, et iustificatione (1671), Theses theologicae de cognoscibilitate, possibilitate, convenientia, & necessitate incarnationis (1672), Theses theologicae de existentia, essentia physica et metaphysica sacramentorum (1673), Tractatus de incarnatione (1673), Tractatus theologici de sacramentis in genere, baptismo, confirmatione, et eucharistia (1675), Tractatus theologicus speculativo-practicus de restitutione (1676) oder Opusculum de jure in communi et in specie (1677). Zuletzt war Pettschacher Prior ab der Abtei St. Lambrecht, in der er auch am 25. März 1701 im Alter von etwa 67 Jahren starb.
Im Auftrag der Universität Salzburg ordnete und vervollständigte der Benediktiner Odo Guetrath (1705–1759), auch Oddo Guetrath geschrieben, die gedruckten und ungedruckten Traktate von Pettschacher zu einer Theologia universa speculativo-practica, die im Jahre 1743 in Salzburg in drei Foliobänden veröffentlicht wurde.

## Werke (Auswahl)
- 1670: Theses theologicae de beatitudine et actibus humanis
- 1671: Theses theologicae de peccato habituali, gratia, et iustificatione
- 1672: Theses theologicae de cognoscibilitate, possibilitate, convenientia, & necessitate incarnationis
- 1673: Theses theologicae de existentia, essentia physica et metaphysica sacramentorum
- 1673: Tractatus de incarnatione
- 1675: Tractatus theologici de sacramentis in genere, baptismo, confirmatione, et eucharistia
- 1676: Tractatus theologicus speculativo-practicus de restitutione
- 1677: Opusculum de jure in communi et in specie